# О Чі Хо
О Чі Хо (кор. 오지호) — південнокорейський актор.

## Біографія
О Чі Хо народився та виріс у місті Мокпхо що знаходиться на самому півдні країни. Після обов'язкової служби в армії, у віці 22 роки Чі Хо вирішив переїхати до столиці щоб спробувати стати актором. У 1998 році він дебютував у кіно зігравши маленьку роль у фільмі «Гола істота». У наступні декілька років молодий актор зіграв багато другорядних ролей у фільмах та серіалах. Першою головною роллю в кар'єрі Чі Хо стала роль у серіалі «Осінній душ», підвищенню популярності актора сприяли головні ролі у серіалах «Отримати Карла! О Су Чон» та «Кохання батька-одинака». У 2010 році Чі Хо зіграв одну з головних ролей у історичному серіалі «Мисливці на рабів». Ця роль стала першою серйозною роллю в його кар'єрі, до того він знімався переважно в комедіях. Роль у романтично-комедійному серіалі «Королева офісу» принесла актору численні нагороди, та ще більш підвищила впізнаваність актора.
На початку 2019 року на каналах KBS2 та KBS WORLD вийшов новий 40 серійний серіал «Печінка або смерть», одну з головних ролей в якому грає Чі Хо.

### Особисте життя
На початку січня 2007 року наклала на себе руки колишня подруга О Чі Хо, яка працювала хостесою в клубі. В своїх інтерв'ю актор заявляв що кохав дівчину, але вона розуміючи що ці стосунки матимуть негативний відбиток на його кар'єрі розірвала стосунки, та декілька днів потому покінчила життя самогубством у своїй оселі.
У квітні 2014 року актор одружився з працівницею індустрії моди Кореї Ин Бо А. Подружжя виховує двох дітей, доньку що народилася в кінці грудня 2015 року та сина що народився 18 серпня 2018.

## Фільмографія

### Телевізійні серіали
| Рік  | Назва                               | Роль                              | Мережа            |
| ---- | ----------------------------------- | --------------------------------- | ----------------- |
| 2001 | «Класний»                           |                                   | KBS2              |
| 2002 | «Зізнання»                          | Кім Мьон У                        | MBC               |
| 2002 | «Захоплюючий роман»                 |                                   | MBC               |
| 2002 | «Літаючі доньки»                    |                                   | MBC               |
| 2002 | «Містеру „Бойові мистецтва“»        |                                   | SBS               |
| 2003 | «Детектив»                          |                                   | SBS               |
| 2004 | «Розмахуючи хусткою» (міська драма) | Чхан Кі                           | KBS2              |
| 2004 | «Друга пропозиція»                  | Нам Кьон Су                       | KBS2              |
| 2005 | «Моя прекрасна перукарня»           |                                   | MBC               |
| 2005 | «Супер новачок»                     | Лі Бон Сам                        | MBC               |
| 2005 | «Осінній душ»                       | Чхе Юн Чже                        | MBC               |
| 2006 | «Спасибі життя»                     | Юн Чі Су                          | KBS2              |
| 2006 | «Дивна пара»                        | Чан Чхуль Су                      | MBC               |
| 2007 | «Отримати Карла! О Су Чон»          | Ко Ман Су / Карл Ко               | SBS               |
| 2008 | «Кохання батька-одинака»            | Кан Пун Хо                        | KBS2              |
| 2009 | «Королева домогосподарок»           | Он Даль Су                        | MBC               |
| 2010 | «Мисливці на рабів»                 | Сон Те Ха                         | KBS2              |
| 2010 | «Втікач: План Б.»                   | Кевін Чон (камео)                 | KBS2              |
| 2012 | «Незнайомці 6»                      | Пак Те Хьон                       | WOWOW / Channel A |
| 2012 | «Третя лікарня»                     | Кім Син Хьон                      | tvN               |
| 2013 | «Королева офісу»                    | Чан Гю Чжік                       | KBS2              |
| 2013 | «Баскетбол»                         | зірковий баскетболіст (камео)     | tvN               |
| 2014 | «Чхо Йон»                           | Юн Чхо Йон                        | OCN               |
| 2015 | «Більше, ніж покоївка»              | Мумьон / Лі Бі                    | jTBC              |
| 2015 | «Ресторан що працює допізна»        | Сон Кьон (гість, 7 серія)         | SBS               |
| 2015 | «Чхо Йон» (2 сезон)                 | Юн Чхо Йон                        | OCN               |
| 2016 | «Моя маленька»                      | Чха Чон Хан                       | MBC               |
| 2016 | «Моя чарівна леді»                  | Мо Хві Чхоль                      | KBS2              |
| 2018 | «Може ми спершу поцілуємося?»       | Ин Кьон Су                        | SBS               |
| 2019 | «Печінка або смерть»                | Лі Чін Сан                        | KBS2              |
| 2019 | «Готель дель Луна»                  | батько Чхан Сона (камео, 1 серія) | tvN               |
| 2019 | «Ніколи двічі»                      | Кам Пун Гі                        | MBC               |
| 2023 | «Королева масок»                    | Чхве Кан Ху                       | Channel A         |

### Фільми
| Рік  | Назва                                            | Роль           |
| ---- | ------------------------------------------------ | -------------- |
| 1998 | «Гола істота»                                    | другий стажер  |
| 2000 | «Ла белле»                                       | чоловік        |
| 2001 | «Я кохаю тебе»                                   | Чі Ху          |
| 2003 | «Срібний меч»                                    | Чу Хак         |
| 2004 | «Трилогія кохання» (Гонконзько-Китайський фільм) | Сон Чі Мін     |
| 2006 | «Моя дружина — гангстер»                         | Сайра          |
| 2011 | «Сектор 7»                                       | Кім Дон Су     |
| 2012 | «Велике пограбування»                            | Пек Дон Су     |
| 2013 | «Рятуйте» (короткометражний фільм)               |                |
| 2014 | «Людина на високих підборах»                     | Лі Сок (камео) |
| 2015 | «Острів»                                         | K              |
| 2015 | «Клініка кохання»                                | Ван Сон Кі     |
| 2016 | «Дуель: фінальний раунд»                         | Хан Че Хї      |
| 2017 | «Кава мате»                                      | Хї Су          |
| 2019 | «Історія ревнощів»                               | Вон Хо         |
| 2019 | «Райдужний майданчик»                            | Те Сон         |

## Нагороди
| Рік  | Нагорода                                   | Категорія                                                                        | Робота                                  | Результат | Прим.  |
| ---- | ------------------------------------------ | -------------------------------------------------------------------------------- | --------------------------------------- | --------- | ------ |
| 2000 | 21-ша Кінопремія Блакитний дракон          | Кращий новий актор                                                               | «Ла белле»                              | Номінація |        |
| 2004 | 18-та Премія KBS драма                     | Кращий актор другого плану                                                       | «Друга пропозиція»                      | Перемога  |        |
| 2006 | 25-та Премія MBC драма                     | Нагорода за майстерність (актор)                                                 | «Дивна пара»                            | Номінація |        |
| 2006 | 25-та Премія MBC драма                     | Нагорода за популярність                                                         | «Дивна пара»                            | Перемога  |        |
| 2006 | 25-та Премія MBC драма                     | Краща пара разом з Хан Є Силь                                                    | «Дивна пара»                            | Перемога  |        |
| 2007 | 15-та Премія SBS драма                     | Топ-10 зірок                                                                     | «Отримати Карла! О Су Чон»              | Перемога  |        |
| 2009 | 4-й Азійський модельний фестиваль          | Зірка-модель                                                                     | Н/Д                                     | Перемога  |        |
| 2010 | 24-та Премія KBS драма                     | Нагорода за майстерність (актор середньотривалої драми)                          | «Мисливці на рабів»                     | Перемога  | [ 11 ] |
| 2013 | 7-ма Премія Mnet 20's Choice               | 20-ка чоловіків зірок драми                                                      | «Королева офісу»                        | Номінація |        |
| 2013 | 21-ша Премія корейської культури та розваг | Нагорода за майстерність (актор телебачення)                                     | «Королева офісу»                        | Перемога  |        |
| 2013 | 27-ма Премія KBS драма                     | Нагорода за високу майстерність (актор)                                          | «Королева офісу»                        | Номінація | [ 12 ] |
| 2013 | 27-ма Премія KBS драма                     | Нагорода за майстерність (актор мінісеріалу)                                     | «Королева офісу»                        | Перемога  | [ 12 ] |
| 2013 | 27-ма Премія KBS драма                     | Краща пара разом з Кім Хє Су                                                     | «Королева офісу»                        | Перемога  | [ 12 ] |
| 2016 | 30-та Премія KBS драма                     | Нагорода за майстерність (актор мінісеріалу)                                     | «Моя чарівна леді»                      | Номінація | [ 13 ] |
| 2016 | 30-та Премія KBS драма                     | Краща пара разом з Хо Чон Ин                                                     | «Моя чарівна леді»                      | Перемога  | [ 13 ] |
| 2018 | 26-та Премія SBS драма                     | Нагорода за майстерність (актор серіалу що транслювався щопонеділка та вівторка) | «Може ми спершу поцілуємося?»           | Номінація |        |
| 2019 | 38-ма Премія MBC драма                     | Нагорода за високу майстерність (актор щоденної / вихідного дня драми)           | «Ніколи двічі»                          | Номінація |        |
| 2020 | 14-та Премія розваг SBS                    | Найкраща командна робота                                                         | «Одне ліжко, різні мрії 2: Ти моя доля» | Перемога  | [ 14 ] |